# بطولة أوروبا لكرة اليد للرجال 1994
أقيمت بطولة أوروبا لكرة اليد للرجال 1994 في مدينتي بورتو وألمادا في البرتغال خلال الفترة من 3 يونيو إلى 12 يونيو في عام 1994.

## الترتيب النهائي
1. السويد
2. روسيا
3. كرواتيا
4. الدنمارك
5. إسبانيا
6. فرنسا
7. المجر
8. بيلاروس
9. ألمانيا
10. سلوفينيا
11. رومانيا
12. البرتغال